# Dieter Stöckmann

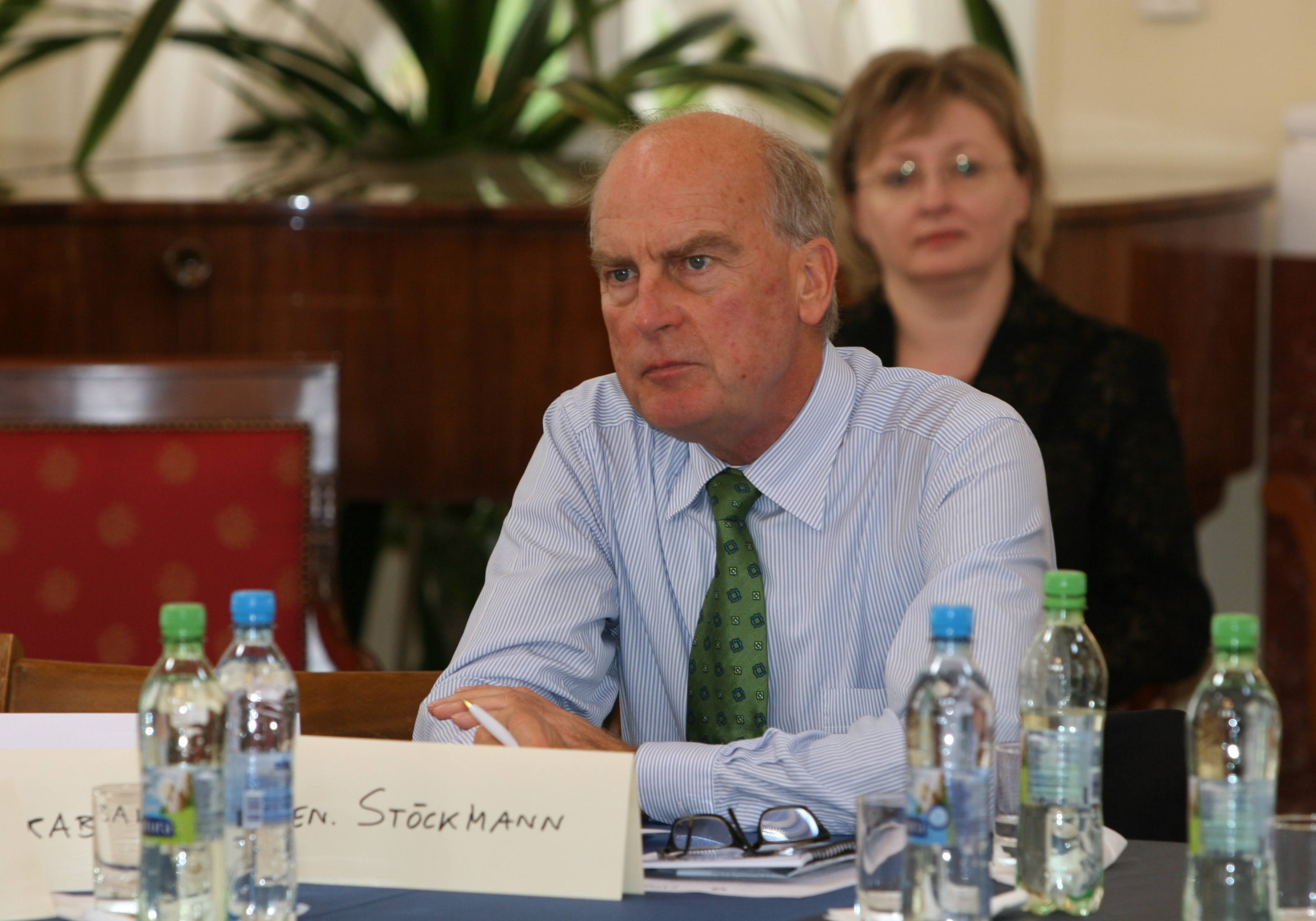
Dieter Stöckmann (2007)

Dieter Stöckmann (* 29. Juli 1941 in Stolp) ist ein General außer Dienst des Heeres der Bundeswehr. Von 1996 an diente er zwei Jahre als Oberbefehlshaber der Allied Forces Central Europe der NATO und übernahm am 1. April 1998 den Posten des Chefs des Stabes im NATO-Hauptquartier Europa (SHAPE) in Belgien. Vom 17. September 2001 bis zu seiner Pensionierung ein Jahr später war er als stellvertretender Supreme Allied Commander Europe unter Joseph W. Ralston eingesetzt. Nach seiner Pensionierung leitete er im Auftrag des Bundesverteidigungsministeriums bilaterale Sicherheitsgespräche.

## Leben
Stöckmanns Familie floh 1945 nach Ende des Zweiten Weltkriegs aus dem pommerschen Stolp in das oldenburgische Jever. Dieter Stöckmann machte am dortigen Mariengymnasium 1961 Abitur und trat danach als Offizieranwärter in den Dienst der Bundeswehr und wurde zum Panzergrenadierbataillon 41 in Göttingen versetzt. Nach der Offizierausbildung diente er von 1963 bis 1972 als Zugführer, Personal- und Operationsoffizier und Kompaniechef in verschiedenen Panzergrenadierbataillonen.
Von 1972 bis 1974 absolvierte er dann den 15. Generalstabslehrgang an der Führungsakademie der Bundeswehr in Hamburg und diente anschließend im Heeresamt in Köln und war dort verantwortlich für die Ausbildungsplanung von Offizieren und Unteroffizieren. Zwischen 1976 und 1978 absolvierte er den Generalstabslehrgang an der niederländischen Militärakademie in Den Haag. Nach seiner Rückkehr nach Deutschland übernahm er von 1978 bis 1980 den Posten des Operationsoffiziers (G3) in Generalstab der Panzergrenadierbrigade 1 in Hildesheim, um anschließend für zwei Jahre das Kommando über das Panzergrenadierbataillon 53 in Fritzlar zu übernehmen.
1982 wurde er zum Führungsstab des Heeres versetzt und diente dort als Aide-de-camp des Inspekteurs des Heeres Meinhard Glanz. Zwei Jahre später, 1984, wurde Stöckmann Aide-de-camp des Generalinspekteurs der Bundeswehr Wolfgang Altenburg. Am 1. April 1986 übernahm er dann als Oberst wieder ein Truppenkommando und kommandierte bis zum 30. September 1989 die Panzerbrigade 15 in Koblenz. Nach dieser Verwendung wurde er abermals ins Bundesministerium der Verteidigung in Bonn versetzt und diente dort, befördert zum Brigadegeneral als Referatsleiter für Personal, Ausbildung und Innere Führung in Führungsstab des Heeres. Nach der Wende war Generalmajor Stöckmann von 1991 bis 1993 Kommandeur der 5. Panzerdivision in Diez. Nach der Ernennung zum Generalleutnant 1993 übernahm er den NATO-Posten des Chefs des Stabes und stellvertretenden Kommandeurs im Hauptquartier der Allied Land Forces Central Europe in Heidelberg.
Nach der Ernennung zum General diente Stöckmann vom März 1996 an zwei Jahre als Oberbefehlshaber der Allied Forces Central Europe der NATO und übernahm am 1. April 1998 den Posten des Chefs des Stabes im NATO-Hauptquartier Europa (SHAPE) bei Mons in Belgien.
Nur sechs Tage nach den Anschlägen vom 11. September 2001 trat Stöckmann, am 17. September, sein Amt als stellvertretender Supreme Allied Commander Europe (DSACEUR) unter Joseph W. Ralston an. Gleich zu Beginn seiner Amtszeit trat erstmals der NATO-Bündnisfall, nach Kapitel 5 der NATO-Charta, in Kraft. Ergebnis dessen waren die Operationen Eagle Assist und Active Endeavour. Zudem fiel die Integration der ersten der NATO beigetretenen früheren Ostblockstaaten (Polen, Tschechien und Ungarn) in seine Amtszeit. Am 30. September 2002 trat Stöckmann in den Ruhestand und leitete später im Auftrag des Bundesverteidigungsministeriums bilaterale Sicherheitsgespräche.
Stöckmann ist verheiratet und hat einen Sohn und zwei Töchter.
General a. D. Stöckmann ist Mitglied im Advisory Board der Global Panel Foundation.

## Auszeichnungen
- 2002: Großes Silbernes Ehrenzeichen mit dem Stern für Verdienste um die Republik Österreich[1]